# Podhořany u Ronova
Podhořany u Ronova település Csehországban, a Chrudimi járásban. Podhořany u Ronova Semtěš, Starkoč, Turkovice, Hošťalovice, Bukovina u Přelouče, Lipovec és Bílé Podolí településekkel határos. Lakosainak száma 263 fő (2024. január 1.).

## Népesség
A település lakosságának változását az alábbi diagram mutatja:
| Lakosok száma | 726  | 636  | 629  | 469  | 419  | 244  | 271  | 254  | 246  | 263  |
|               | 1869 | 1900 | 1921 | 1961 | 1980 | 2011 | 2016 | 2019 | 2021 | 2024 |